# Ma Campagne (Bruxelles)
Pour les articles homonymes, voir Ma Campagne.
Ma Campagne est un quartier de Bruxelles, à l'intersection de la chaussée de Waterloo, de la chaussée de Charleroi et de l'avenue Brugmann. Le quartier est partagé entre les communes d'Ixelles et de Saint-Gilles. Son nom provient de l'enseigne d'une auberge rurale très fréquentée au XIXe siècle, « À ma campagne », détruite en 1906 et remplacée par un hôtel Art nouveau.